# Nautilus macromphalus
Nautilus macromphalus là một loài ốc anh vũ bản địa vùng biển ngoài khơi Nouvelle-Calédonie, quần đảo Loyalty, và Đông Bắc Australia. Vỏ của loài này thiếu một mô vỏ, để lại các trôn lòi ra, trong đó các vòng xoắn ốc bên trong của vỏ có thể nhìn thấy.
Giống như tất cả các loài Nautilus, N. macromphalus thường sống ở độ sâu vài trăm mét. Tuy nhiên trong đêm chúng sẽ di chuyển lên vùng biển nông hơn nhiều (độ sâu từ 2–20 m) để kiếm ăn.
Các xúc tu của loài ốc anh vũ này dài và mỏng, có các u, giúp chúng giữ chặt con mồi hơn. Nautilus macromphalus là loài nhỏ nhất của các loài trong chi chi Ốc anh vũ. Vỏ ốc thông thường có đường kính khoảng 16 cm, mặc dù các mẫu vật lớn nhất từng được ghi nhận được có đường kính vỏ đạt 180 mm.